# Teolog

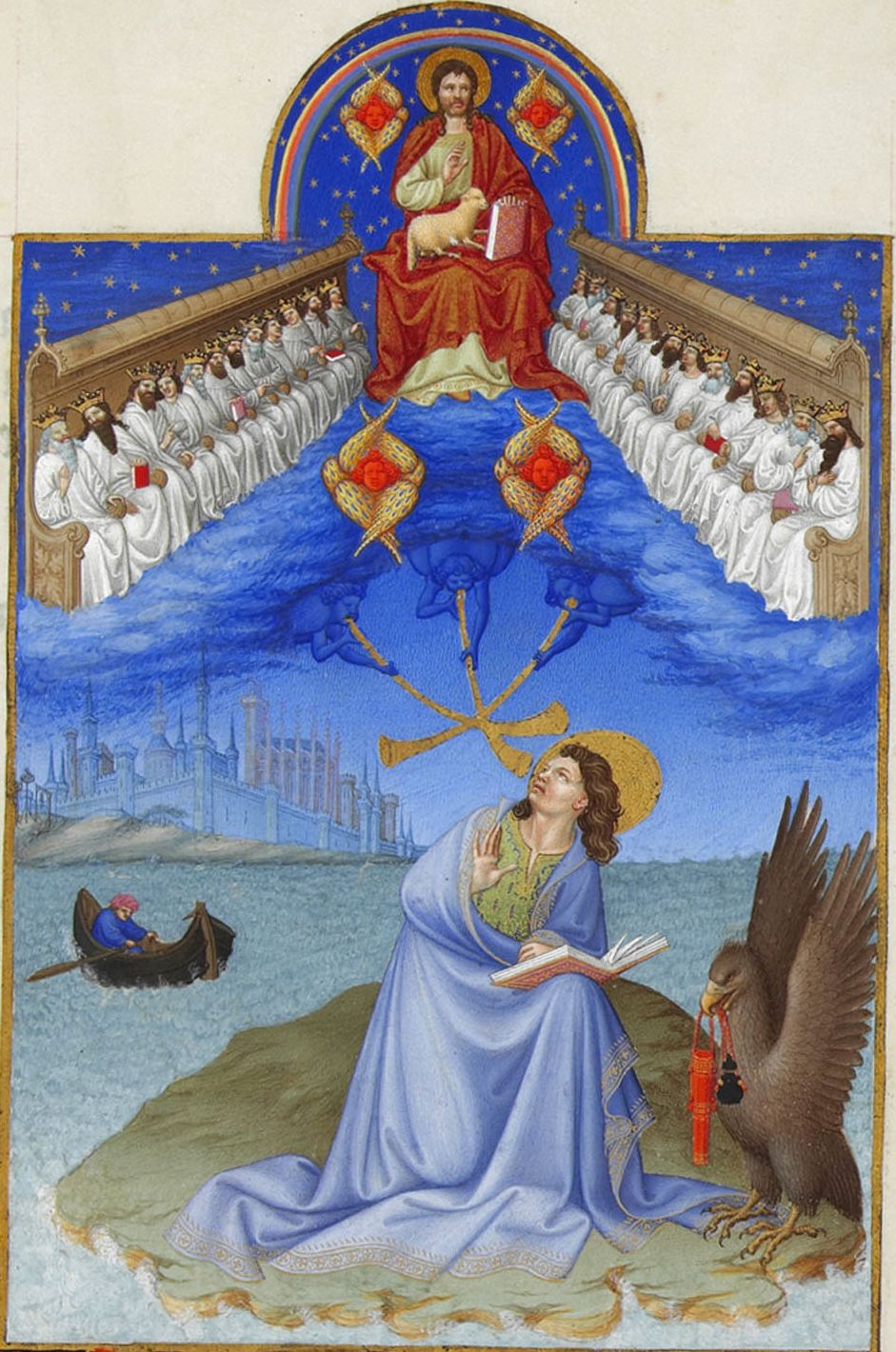
Vidění Janovo v Knize hodinek vévody z Berry (Francie, kolem 1430): Čtyři serafové kolem trůnu a čtyřiadvacet starců (Zj 4,4). Podle tradice jde o dvanáct synů Jákobových a dvanáct Apoštolů, pod nimi je Jan Evangelista - Teolog

Teolog (z řec. θεολόγος) je v širším či užším významu ten, kdo mluví o Bohu či ten, kdo se zabývá teologií.

## Teologové dle křesťanské tradice
Křesťanská tradice připisuje přízvisko (atribut) „Teolog“ pouze třem významným postavám dějin církve, totiž sv. Janu Teologovi, autoru Zjevení svatého Jana, sv. Řehoři z Nazianzu a sv. Symeonu Novému Teologovi.